# Opisthograptis delineata
Opisthograptis delineata là một loài bướm đêm trong họ Geometridae.